# Malaka-szorosi dollár

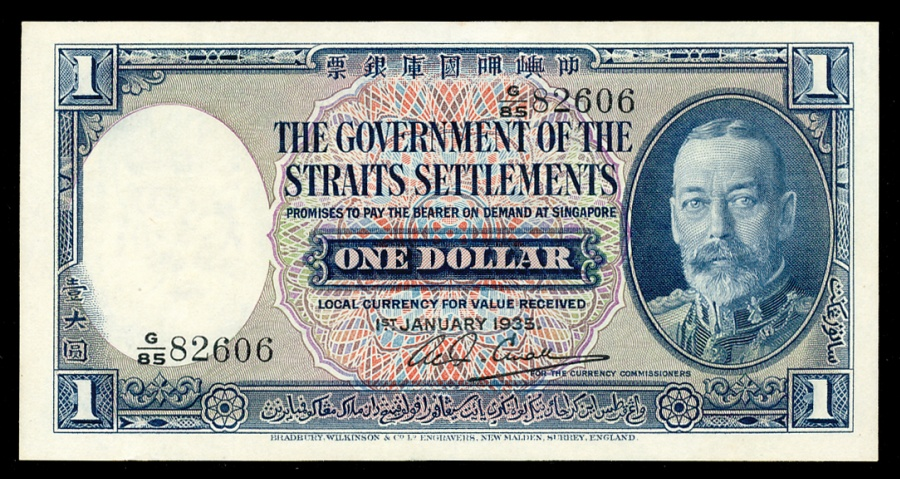
A brit gyarmati kormányzóság (Government of the Straits Settlements) 1 dolláros pénzjegye V. György király portréjával 1935-ből

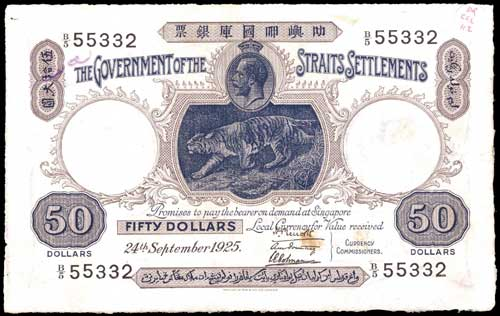
A brit gyarmati kormányzóság (Government of the Straits Settlements) által kibocsátott 50 dolláros pénzjegye V. György király portréjával 1911-ből.

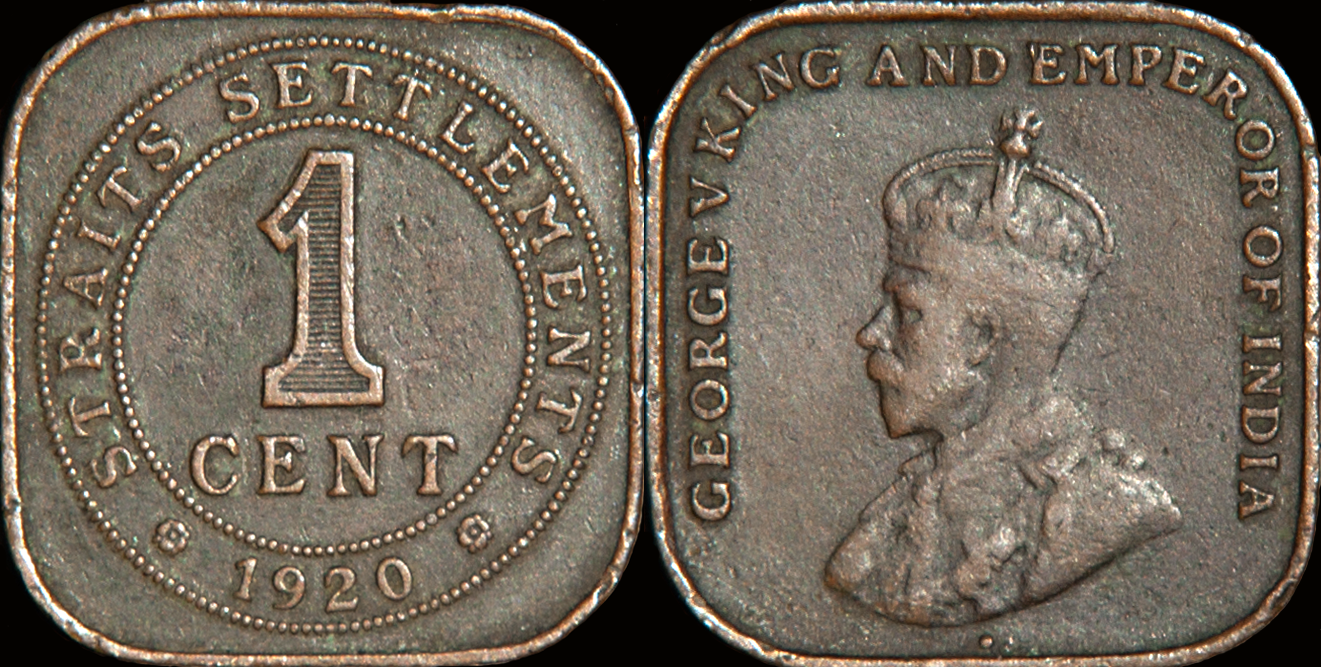
Straits Settlements 1 centes érme, V. György király sorozat, 1920.

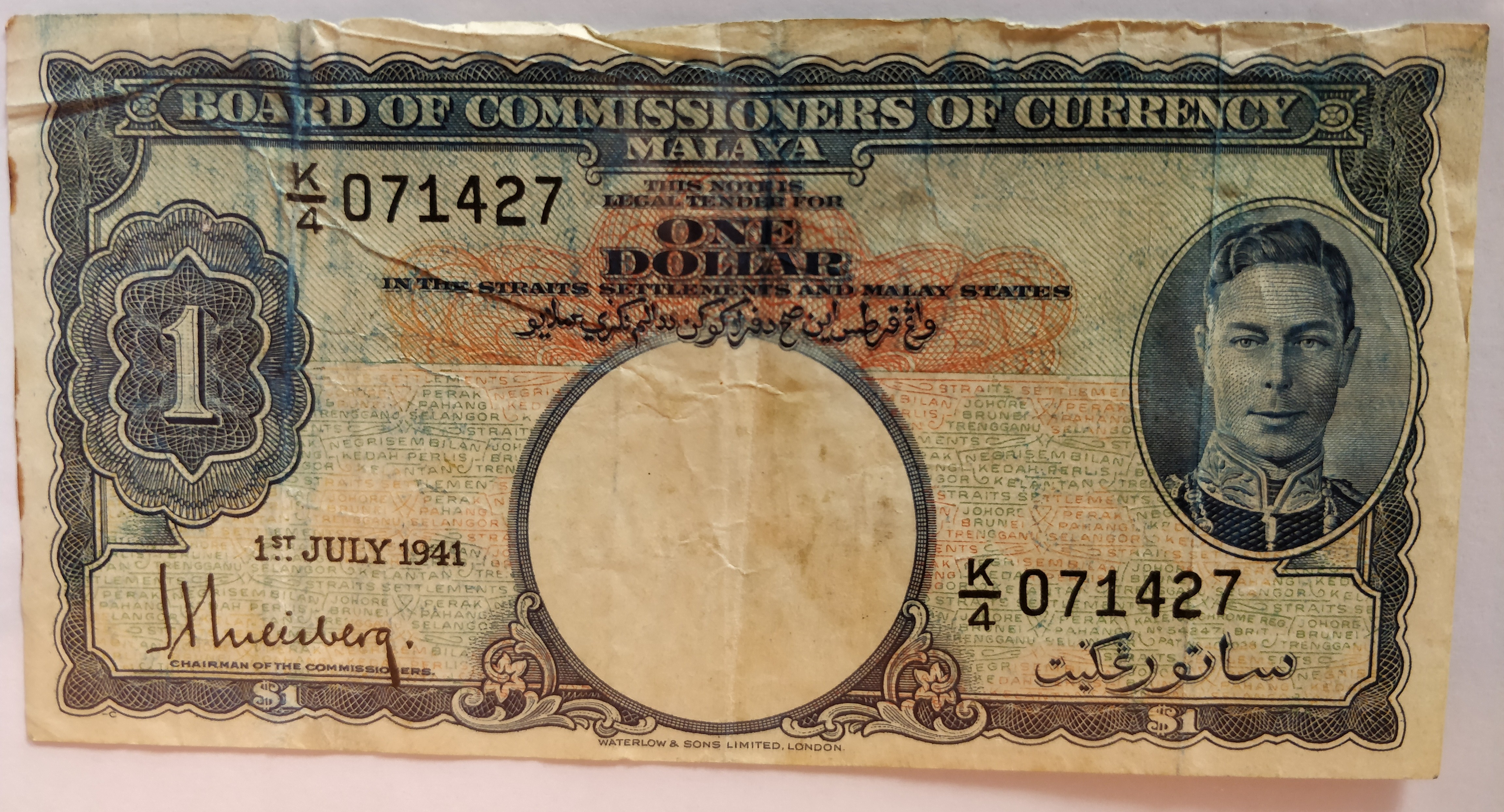
A Government of the Straits Settlements pénzjegyeit a Board of Commissioners of Currency Malaya által kibocsátott maláj dollár váltotta 1 : 1 arányban. A maláj dollár valamennyi érméjén és papírpénzén VI. György király portréja szerepelt.

A Malaka-szorosi dollár (angolul: Straits dollar) a maláj-félszigeti és borneói egykori brit gyarmatok és protektorátusok (ideértve a Malaka-szorosi Telepeket, angolul: Straits Settlements) számára kiadott fizetőeszköz volt.
A 19. század elején a legelterjedtebb délkelet-ázsiai fizetőeszköz a Spanyolországban és a spanyol gyarmatokon (leginkább Mexikóban) és Potosíban (Villa Imperial de Potosí) vert spanyol dollár (hivatalosan 8 reálos, spanyolul Real de a ocho) volt. 1837-től az indiai rúpia lett az India részeként irányított Malaka-szorosi Telepek kizárólagos hivatalos fizetőeszköze. Ennek ellenére a spanyol dollárt továbbra is használták, és 1845-től megindult a pénzverés 1 dollár = 100 cent pénzrendszert követve. A dollár értéke megegyezett a spanyol dolláréval.
1867-től a Malaka-szorosi Telepek irányítását leválasztották India közigazgatásáról, a dollár innentől fogva az első számú fizetőeszköz lett. 1898-ban megtiltották a magánbankoknak a bankjegy-kibocsátást. A folyamatosan leértékelődő valuta árfolyamát 1906-ban a font sterlinghez rögzítették. 1939-től 1 : 1 arányban a brit malájföldi dollár váltotta fel.